# Carex boecheriana
Espèce
Classification phylogénétique
Carex boecheriana est une espèce de plantes du genre Carex et de la famille des Cyperaceae.